# فيتوريو عمانوئيل (أمير نابولي)
الأمير فيتوريو عمانوئيل السفوائي، أمير نابولي (فيتوريو عمانوئيل ألبرتو كارلو تيودورو أومبرتو بونيفاسيو أميديو داميانو برناردينو جينارو ماريا دي سافويا، من مواليد 12 فبراير عام 1937) هو الابن الوحيد لأومبرتو الثاني، آخر ملوك إيطاليا، وزوجته الملكة ماري خوسيه. يُلقب فيتوريو عمانوئيل نفسه بدوق سافوي، ويدعي رئاسته لآل سافوي. ينازع فيتوريو عمانوئيل على هذه المزاعم أنصار ابن عمه الثالث، الأمير أميديو، دوق أوستا الخامس.
عاش عمانوئيل معظم حياته في المنفى، وذلك بعد الاستفتاء الدستوري لعام 1946الذي أكد إلغاء النظام الملكي، وإقامة الجمهورية الإيطالية. كان عمانوئيل محورًا للجدل الذي ظهر في إيطاليا والدول المجاورة لها في عدة مناسبات بسبب سلسلة من الحوادث، بما في ذلك خُطَبِه التي اعتبرها البعض معاديةً للسامية، وقد كُشف عن كونه عضوًا في محفل بروباغندا بيو الماسوني (P2)، الذي يعتبر دولة ضمن دولة، ويعتبر أيضًا مسؤولًا عن الفساد في الأوساط رفيعة المستوى، وعن التلاعبات السياسية. حوكم عمانوئيل في فرنسا بتهمة القتل، وبرئ من جرم القتل غير القانوني، إلّا أنّه أُدين بجرم حيازة الأسلحة النارية. في 16 يونيو من عام 2006، وعقب تحقيق بدأه جون وودكوك من مكتب المدعي العام في بوتينزا بإيطاليا، أُلقي القبض على فيتوريو عمانوئيل بتهمة التنظيم الإجرامي والابتزاز والتآمر والفساد واستغلال الآخرين لأغراض الدعارة بدأت محاكمة عمانوئيل بهذه التهم في بوتينزا بإيطاليا في 21 ديسمبر من عام 2009، وحصل على براءته من جميع التهم الموجهة إليه في الفترة ما بين عامي 2007 و 2010.

## أولى سنوات حياته وعائلته
ولد فيتوريو عمانوئيل في 12 فبراير من عام 1937 في مدينة نابولي لكل من أومبرتو الثاني، أمير بيدمونت، والذي أصبح فيما بعد آخر ملك لإيطاليا، والأميرة ماري خوسيه من بلجيكا. عندما غادر أومبرتو الثاني إيطاليا، بعد إلغاء الملكية بموجب الاستفتاء الدستوري الإيطالي لعام 1946، عاش مع باقي أفراد أسرة سافوي في المنفى. توجه أغلبهم إلى سويسرا وإلى منطقة ريفيرا البرتغالية، فيما عاش الملك السابق، وجدُّ فيتوريو، فيكتور عمانوئيل الثالث، في مصر حتى وفاته في عام 1947. بعد انفصال الملك السابق عن الملكة المنفية، عاش الأمير فيتوريو عمانوئيل مع والدته في إحدى المزارع في مدينة ميرلينج بسويسرا.
بعد علاقة استمرت 11 عامًا، تزوج فيتوريو عمانوئيل وريثة شركة بسكويت السويسرية، ولاعبة رياضة التزلج على الماء على المستوى العالمي، مارينا ريكولفي دوريا، في طهران في 7 أكتوبر 1971، وذلك أثناء الاحتفال بالذكرى 2500 لإنشاء مملكة فارس. تشارك كل من فيتوريو عمانوئيل وزوجته، مارينا ريكولفي، نفس يوم الميلاد (12 فبراير)، إلا أن ريكولفي (مواليد عام 1935) كانت تكبر زوجها بعامين اثنين.
عمل فيتوريو عمانوئيل مصرِفيًا وبائع طائرات، ثم عمل تاجر أسلحة.
لفيتوريو عمانوئيل ابنٌ واحد هو الأمير عمانوئيل فيليبرتو من سافوي، أمير البندقية، من مواليد 22 يونيو من عام 1972، ولديه ابنتان اثنتان.

### دوق سافوي
في 7 يوليو 2006، أعلن قريب فيتوريو عمانوئيل ومنافسه، أميديو، دوق أوستا الخامس، نفسه رئيسًا لآل سافوي، ودوقًا لسافوي، مدعيًا فقدان فيتوريو عمانوئيل لحقوقه برئاسة الأسرة بعد زواجه في عام 1971 من دون حصوله على إذن من أومبرتو. تلقى أميديو دعم رئيس مجلس الشيوخ، ألدو ألساندرو مول.
تقدم فيتوريو عمانوئيل مع ابنه بطلب للحصول على أمر قضائي يمنع أميديو من استخدام لقب «دوق سافوي». قضت محكمة أريستو، في شهر فبراير من عام 2010، بوجوب دفع دوق أوستا وابنه تعويضات قدرها 50 ألف يورو لأبناء عمومتهم، والتوقف عن استخدام لقب سافوي، بدلًا عن سافوي أوستا.

## حياته في المنفى وعودته إلى إيطاليا

### أسباب النفي
تماشيًا مع بعض البلدان الأخرى ذات الحكم الملكي، طالب الدستور الإيطالي جميع ذكور آل سافوي بمغادرة إيطاليا، ومنعهم من العودة إلى الأراضي الإيطالية في المستقبل. وُضع هذا القانون في بادئ الأمر، عند صدور الدستور في عام 1948، بصفته قانونًا مؤقتًا. حظر الدستور أيضًا أي تعديل يغير الشكل الجمهوري للحكومة ما يمنع فعليًا الجهود الرامية لإعادة اعتماد النظام الملكي دون اعتماد دستور جديد.

### طلبات العودة
في الوقت الذي كان فيه الدستور الإيطالي يحظر عودته إلى أرض الوطن، ضغط فيتوريو عمانوئيل على برلمان إيطاليا للسماح له بالعودة، بعد مرور 56 عامٍ له في المنفى. في عام 1999، رفع عمانوئيل قضية في المحكمة الأوروبية لحقوق الإنسان، اتهم فيها القائمين على قرار نفيه بانتهاك حقوقه كإنسان. في شهر سبتمبر من عام 2001، قررت المحكمة عقد جلسة بشأن هذه القضية في موعد يحدد لاحقًا.
بهدف العودة إلى إيطاليا، تخلى عمانوئيل عن مطالبه بالحصول على العرش البائد وعلى مجوهرات التاج الإيطالي، وأكّد أمام الملأ بأن الدولة والعرش «لم يعودا ملكًا «لنا»» في إشارة إلى آل سافوي. وقال: «بخصوص ذلك، نحن لا نطالب بالحصول على مجوهرات التاج، لم نعد نملك شيئًا في إيطاليا ولا نطالب بالحصول على أي شيء». كما قام فيتوريو عمانوئيل بإسقاط القضية التي رفعها ضد الحكومة الإيطالية في المحكمة الأوروبية لحقوق الإنسان. في شهر فبراير من عام 2002، كتب فيتوريو عمانوئيل، مع ابنه عمانوئيل فيليبرتو، رسالة موقعة عبرا فيها رسميًا عن ولائهم للدستور الإيطالي، ونشراها عن طريق شركة للمحاماة.

### عودته إلى إيطاليا
في 23 أكتوبر من عام 2002، أُلغيت الأحكام الواردة في الدستور الإيطالي، والتي تمنع ذكور العائلة الملكية السابقة من العودة إلى إيطاليا. وقع فيتوريو عمانوئيل، كجزء من صفقته مع الحكومة الإيطالية للعودة إلى البلاد، اتفاقيةً تخلى فيها عن جميع المطالبات بالعرش البائد، واعترف بالجمهورية باعتبارها الحكومة الشرعية الوحيدة في إيطاليا. سُمح لفيتوريو عمانوئيل بالعودة إلى إيطاليا اعتبارًا من 10 نوفمبر من عام 2002. عاد فيتوريو عمانوئيل إلى أرض الوطن في 23 ديسمبر عام 2002 في أول زيارة له إلى إيطاليا منذ أكثر من نصف قرن. أجرى كل من زوجة فيتوريو عمانوئيل وابنه، خلال رحلتهما التي استغرقت يومًا واحدًا فقط، زيارة مدتها 20 دقيقة للبابا يوحنا بولس الثاني في الفاتيكان.
كانت ردود فعل الناس على زيارة عمانوئيل وعائلته إلى نابولي، المدينة التي ولد فيها فيتوريو عمانوئيل وأبحر منها مع عائلته إلى المنفى في عام 1946، متباينة، إذ لم يبالِ بزيارته معظم سكان المنطقة، بينما عارضها بعضهم، ورحب بها القليل منهم. تحدثت وسائل الإعلام حينها عن المشاعر السلبية التي أظهرها العديد من سكان نابولي تجاه العائلة التي عادت إلى المدينة، إذ ردد المئات من المتظاهرين الغاضبين شعارات مناهضة لهم أثناء عبورهم المدينة. نظم المظاهرات المناهضة لعائلة فيتوريو عمانوئيل فصيلان متعارضان بين بعضهما البعض، وهما مناهضو الملكية من جهة، وداعمو آل بوربون الملكي لمملكة الصقليتين، وهي العائلة التي خُلعت عن عرش الحكم عندما أصبحت إيطاليا موحدة في عام 1861 تحت حكم آل سافوي.

## روابط خارجية
- فيتوريو عمانوئيل أمير نابولي على موقع IMDb (الإنجليزية)
- فيتوريو عمانوئيل أمير نابولي على موقع مونزينجر (الألمانية)
- فيتوريو عمانوئيل أمير نابولي على موقع إن إن دي بي (الإنجليزية)